# 더우샤오

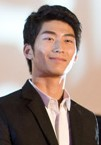

더우샤오(중국어: 窦骁, 병음: Dòu Xiāo, 한자음: 두효, 1988년 12월 15일 ~ ) 또는 숀 더우(Shawn Dou)는 중국계 캐나다인 배우이다. 시안시 출신으로 10세 때 캐나다에 가족을 따라 이민했고, 밴쿠버에서 연기를 배웠다. 베이징 영화 학원 졸업 후 주로 중국에서 활동하고 있다.

## 방송
- 초교전
- 구주해상목운기
- 애상니치유아
- 시간도지도
- 십년삼월삼십일
- 해상번화
- 연운대

## 영화
- 육인만찬 (2017년)
- 히어로 오브 워 (2016년)
- 에브리바디스 파인 (2016년)
- 신 보보경심 (2015년) - 14황자 역
- 울프토템 (2015년)
- 파풍: 스피드 매치 (2014년)
- 나는 여왕이다 (2014년) - 마크 역
- 익스트림 게임 : 서울어택 (2014년) - 웨이보 역
- 후반부 (2012년)
- 위험한 관계 (2012년)
- 나이트 폴 (2012년)
- 추지백화 (2011년)
- 진링의 13소녀 (2011년)
- 모멘트 (2010년)
- 산사나무 아래 (2010년)